# Хор на виенските момчета
Хор на виенските момчета (на немски: Wiener Sängerknaben) e австрийски хоров ансамбъл, един от най-известните момчешки състави в света.

## История
Хорът е създаден на 7 юли 1498 г. с писмо на император Максимилиан I. Целта е да се създаде съпровод за църковната меса. През вековете хорът работи с множество композитори, като Антонио Калдара, Кристоф Глук, Антонио Салиери, Франц Шуберт, Моцарт, Антон Брукнер.
След разпадането на Австро-Унгарската империя хорът е разпуснат. За кратко време сопрановите гласове във Виенската дворцова капела са поверени на жени от хора на Виенската държавна опера. През 1924 г., след настояване на ректора Шнит за продължаване на традицията, е формиран наново като професионална музикална група. Имперската военна униформа е заменена с бял моряшки костюм. Седалище на Хора е Кралската капела в двореца Хофбург.
През 1961 г. Уолт Дисни снима филма Almost Angels, в който участва Хорът на виенските момчета. Тогава Дисни убеждава австрийското правителство да позволи на униформите на хора да бъде изобразен гербът на Австрия.
Често Хорът на виенските момчета е специален участник в Новогодишния концерт на Виенската филхармония, последното им участие е от 2016 г.

## Състав
Хорът се състои от момчета на възраст между 10 и 14 години. Предимно са от Австрия, но в него има и момчета от други страни. Те формират четири концентриращи състава – Букнер, Хайдн, Моцарт и Шуберт. Годишно изнасят около 300 концерта в Европа, Азия, Австралия, Централна Америка, Южна Америка, САЩ и Канада. Изпълняват средновековна, класическа, съвременна и експериментална музика, а всяка неделя и традиционни меси.

## Дискография

### Коледна музика
- Frohe Weihnachten (2015)
- Wiener Sängerknaben Goes Christmas (2003)
- Frohe Weihnacht (1999)
- Christmas in Vienna / Heiligste Nacht (1990)
- Merry Christmas from the Vienna Choir Boys (1982)
- Christmas with the Vienna Choir Boys (с Херман Прай)
- Christmas with the Vienna Boys' Choir, London Symphony Orchestra (1990)
- Weihnacht mit den Wiener Sängerknaben (Ханс Гилсбергер 1980)
- The Little Drummer Boy (1968)
- Die Wiener Sängerknaben und ihre Schönsten ... (1967)
- Frohe Weihnacht (1960)
- Christmas Angels
- Silent Night

### Поп музика
- I Am from Austria (2006)
- Wiener Sängerknaben Goes Pop (2002)